# Список епізодів телесеріалу «Школа»
Список серій українського телесеріалу «Школа» (2018), каналу 1+1.

## Огляд сезонів
| Сезон | Сезон | Епізоди | Оригінальні покази | Оригінальні покази |
| Сезон | Сезон | Епізоди | Прем'єра           | Фінал              |
| ----- | ----- | ------- | ------------------ | ------------------ |
|       | 1     | 30      | 15 січня 2018      | 15 лютого 2018     |
|       | 2     | 32      | 27 серпня 2018     | 11 жовтня 2018     |
|       | 3     | 16      | 4 березня 2019     | 14 березня 2019    |

## Епізоди

### Перший сезон (січень-лютий 2018)[1]
| № серії взагалі | № серії в сезоні | Дата показу                                 | Опис | Тривалість |
| --------------- | ---------------- | ------------------------------------------- | --- | ---------- |
| 1               | 1                | 15 січня 2018                               | Дівчинка на ім'я Ніка наковталася таблеток і потрапила в реанімацію. Налякана мама Ніки розуміє, що повинна бути поруч з дочкою. Вона влаштовується вчителькою в школу, куди хоче також перевести доньку. У гонитві за лайками в соцмережах школярі втрачають здоровий глузд. Безневинні жарти для відео ледь не довели вчительку англійської до інфаркту. Директор школи просить свого сина Алекса тимчасово замінити хвору викладачку. | 47 хв.     |
| 2               | 2                | 15 січня 2018                               | Катерина Анатоліївна проводить свій перший урок в школі: вона хоче, щоб діти зрозуміли, навіщо потрібно знати економіку. Алекс теж приходить на свій перший урок, але відразу не знаходить взаєморозуміння з учнями. Молодший брат Паші знайшов в пісочниці гранату, а Лола хоче зняти це на відео. Крістіна намагається повідомити вчителям про небезпеку, але дівчата мало не побили її. Потім Лола ще й підкинула Христині гранату. | 52 хв.     |
| 3               | 3                | 15 січня 2018 (YouTube) 16 січня 2018 (1+1) | Одному з учнів, Андрію, підкинули наркотики і шантажують його, щоб той їх продав. Жан потрапив до лікарні зі струсом мозку. Тому займатися паркуром на території школи заборонили. Вероніку виписали з лікарні і вона перейшла в нову школу. А Дарина Петрівна фліртує з Алексом, але безрезультатно. Лола теж починає фліртувати з Алексом і навіть проводить опитування на своїй сторінці — з ким краще бути, з однолітком або з чоловіком старшого віку. | 49 хв.     |
| 4               | 4                | 16 січня 2018                               | Оксана — дівчина, яка дуже хотіла тату. Вона обманює маму, що гроші потрібні на ремонт школи. Але виявляється, що на татуювання у Оксани алергія. Катя їде в лікарню разом з дівчинкою, тому не встигає на зустріч з власною дочкою. Ніка знову ображається на маму. Жан повернувся в школу, але насправді з лікарні його виписали. Дарина Петрівна запросила журналістів, щоб ті зняли сюжет про паркур. Проблем в школі виникає все більше. | 50 хв.     |
| 5               | 5                | 16 січня 2018 (YouTube) 17 січня 2018 (1+1) | Двоє друзів хочуть раніше піти з уроків, тому задумали наробити шуму і влаштувати імпровізовану пожежу. Тим часом в школу приїхав перевіряючий, який виявився колишнім чоловіком Катерини Анатоліївни. Медсестра Ольга закохалася в нового охоронця, а той ще й виявився холостяком. Лола думає, що вони займаються в медпункті сексом і хоче зняти це на відео. | 48 хв.     |
| 6               | 6                | 16 січня 2018 (YouTube) 17 січня 2018 (1+1) | Брату Лоли Вадику вранці стало погано. Їй довелося відвезти хлопця до лікарні. Дівчина не встигла змити мейк-ап і вирішила прийти в школу в образі. Їй терміново потрібні гроші на операцію брата, тому що батьки у відрядженні. Лола нишком забирає гроші, які староста збирала з дітей на екскурсію. Але в крадіжці знову запідозрили Оксану, а потім Христину. Катерина заступається за дівчинку. Антон викликає поліцію. Дарина Петрівна все ще сподівається посунути директора з місця. Для цього їй потрібно влаштувати в школі черговий інцидент. Завуч починає діяти через буфетницю. Вона боїться звільнення і хоче підставити постачальника випічки, так що підмішує в компот проносне.                                                   | 46 хв.     |
| 7               | 7                | 17 січня 2018 (YouTube) 18 січня 2018 (1+1) | У школі після витівки буфетниці отруїлися багато дітей. Медсестра дізналася, що хтось підсипав проносне. Але чи дізнаються всі, хто це зробив? Лола хоче влаштувати вечірку. Її організовують в квартирі вчительки англійської, яка в лікарні. Хлопці вирішили принести наркотиків, а постачальником виявився той самий чоловік, який підкинув марихуану Андрію. На вечірці Ніці стало погано. Чи врятує її хтось? | 52 хв.     |
| 8               | 8                | 17 січня 2018 (YouTube) 18 січня 2018 (1+1) | Назар і Антон пробралися в кабінет Дар'ї Петрівни і підмінили свої контрольні роботи. Але в списуванні звинуватили Ніку. Дарина продовжує гру, вона хоче знову підставити Катерину. А батько Назара хоче витягнути сина на золоту медаль, тому задумав дати Катерині хабар. Замість неї гроші отримала Дарина, але в це ніхто не вірить. | 49 хв.     |
| 9               | 9                | 18 січня 2018 (YouTube) 22 січня 2018 (1+1) | Андрій зняв на відео вчительку біології у відвертому вбранні, та ще й не з її чоловіком, а з коханцем. Відео побачив Антон і хоче розповісти всім. Однак хлопці не впевнені, що це була вчителька, ось і вирішили простежити всі разом. Через прикру помилку Лесі Артемівні загрожує звільнення. А Лола запідозрила, що Паші подобається Ніка. Катерина підготувала заяву-скаргу на Дарину, більшість вчителів її підтримали. Але Дарина дізналася правду про Ніку і вирішила цим шантажувати її маму. | 50 хв.     |
| 10              | 10               | 18 січня 2018 (YouTube) 22 січня 2018 (1+1) | Лола і Паша помирилися і хочуть вперше зайнятися сексом. Але дівчина загралася в блогера і стала виставляти своє особисте життя напоказ. Ната тим часом безрезультатно намагається завоювати Назара. Кирило вирішив допомогти усунути Дарину з посади, а вчителі вже не бояться відкрито з нею конфліктувати. Однак Дар'я взялася відновити контроль в колективі. Алекс стає на захист Катерини і навіть йде з нею ввечері в кафе. Як же розвиватимуться їхні стосунки далі? | 44 хв.     |
| 11              | 11               | 23 січня 2018                               | Герман хоче вступити в ВНЗ за кордон, але батьки не можуть оплатити йому навчання. Тому хлопчик поставив мету виграти стипендію. Однак стипендію хоче виграти і Борис, між друзями виникає серйозна боротьба. За Лолою стежить маніяк, але вона не хоче в це вірити. Кирило тим часом намагається спілкуватися з Нікою, але дівчинка не здогадується, хто він насправді. Увечері Катерина йде з Кирилом на побачення. У цій серії ви також дізнаєтеся правду про минуле Дар'ї. | 49 хв.     |
| 12              | 12               | 23 січня 2018                               | На Лолу напав маніяк і утримує її в покинутій будівлі. Паша відчуває, що щось трапилося і намагається її знайти. Алекс і Катерина допомагають хлопцеві, але чи вийде у них врятувати Лолу? Герман здогадався, що між Борисом і Дариною Петрівною є якась угода. Він хоче підставити товариша. А Катерина хоче вірити Кирилу, однак виявляється, що він її знову обманює. | 51 хв.     |
| 13              | 13               | 23 січня 2018                               | Антон просить батька допомогти відшукати Лолу, але той не хоче вірити у викрадення дівчини. Тому хлопець почав самостійно збирати докази. До справи долучилася журналістка, яка лише хоче зробити з цього сенсацію. А сусідка Лоли звернулася у службу сім'ї та молоді, аби маленьких дітей забрали. Катя думала, що Кирило допоможе у справі, але слухавку взяла його коханка. А от Ніка запросила Алекса на сімейну вечерю. З ким же буде Катерина? | 45 хв.     |
| 14              | 14               | 23 січня 2018                               | Жан вирішив посміятися з усієї ситуації і зняв свій блог, у якому говорить, що Лола сама влаштувала викрадення. Катерина здогадалася, що її донька закохалася в Алекса. А собака вчителя знайшла Лолу в лісі. У шоковому стані дівчину відвезли у лікарню. Вона ні з ким не хоче говорити і зізнаватися у тому, що насправді сталося. Антон робить Дарині пропозицію, адже вона хоче знову завести дитину. Проте Дарина відмовляє йому. | 45 хв.     |
| 15              | 15               | 24 січня 2018                               | Батько Христини набив доньку, а в школі це помітила Катерина. Вчителі хочуть допомогти дівчинці і звертаються до соціальної служби. Мати дівчини напала на Катерину, та впала зі сходів та потрапила у лікарню. Антон вирішив звільнитися зі школи, а Лола досі не хоче спілкуватися з Пашою. Тим часом до Лоли намагається залицятися Тоха. А Дарина зачитала лист Ніки перед усім класом. Цим вона нажила собі ще одного ворога в обличчі Алекса. | 49 хв.     |
| 16              | 16               | 24 січня 2018                               | Поки Катерина у лікарні, за Нікою наглядає Кирило. Дівчинка впевнена, що він — її батько. Кирило вирішив зробити тест ДНК. Лола з Натою пішли по магазинах і випадково винесли шарф, але вирішили не повертати його. Це дало їм поштовх і надалі красти. Дівчата підставили Оксану, але на відео з камер спостереження усе стало ясно. Тим часом Паша і Ніка йдуть в кіно. Як розвиватимуться їх стосунки далі? | 50 хв.     |
| 17              | 17               | 25 січня 2018                               | Через татуювання Оксани усі дізналися, що її хлопець має судимість. В Інтернет виклали і фото інших, зокрема Лєри. Дівчина впевнена, що це зробила Лола, і стала лізти до неї з бійкою. Кирило повів Ніку замість школи по магазинах, аби купити сукню для дискотеки. А Лола вирішила провести конкурс «Міс потвора». Однак дискотека вийшла зовсім не такою, як очікувала блогерка. Директору поставили діагноз — серцева недостатність — тому він вирішив шукати собі заміну на посаду. | 52 хв.     |
| 18              | 18               | 25 січня 2018                               | Хлопця Оксани випустили з тюрми, але Олексій виявився зовсім не таким, як очікувала дівчина. Лола і Паша провели першу ніч удвох, але Лола й надалі невпевнена у своїх почуттях. Через те, що Оксану назвали «Міс потвора», вона полізла битися з Лолою. А після цього Оксана ще й дізналася про спільноту «Синій кит». Вона хоче вивести татуювання і просить Катерину про допомогу. Лола вирішила підставити вчительку, отож попросила Тоху поцілувати Катерину і зняти це на відео. | 46 хв.     |
| 19              | 19               | 29 січня 2018                               | Олексій погрожує Оксані, вимагаючи, аби вона написала заяву на Алекса. До того ж, дівчину цькують у школі й Інтернеті. Катерина хоче дізнатися, хто веде сторінку у соціальній мережі. Більшість переконані, що це Лола. Дівчина вирішила показати Дарині Петрівні змонтоване відео, де Катерина цілується з Антоном. А Назар зробив фото з найгарнішою дівчиною школи, щоб всі повірили, що вони зустрічаються. Петро пропонує Дарині зустрічатися, попри те, що він одружений. Ігор Сергійович йде з посади, а от вибір нового директора став дуже неочікуваним. Хто ж це буде? | 49 хв.     |
| 20              | 20               | 30 січня 2018                               | Батька Антона викликають до школи через відео, яке опублікувала Лола. Катерину Анатоліївну звинувачують у звабленні неповнолітніх, їй загрожує в'язниця. Тоха не хоче зізнаватися поліції у тому, що насправді сталося. Алекс здогадався, що групу «Чистилище» в Інтернеті веде Ася. Андрій хоче зробити стартап: брати гроші, допомагаючи учням з рефератами. До нього звертається найгарніша дівчина школи — Аліса. Але виявляється, Андрій обманув однокласників і брав більше грошей, ніж Боря і Гера. | 51 хв      |
| 21              | 21               | 31 січня 2018                               | Катерина хоче звільнитися зі школи. Дарина налаштована проти неї радикально, саме вона злила інформацію журналістам. Ігор Сергійович не підписав заяву Каті про звільнення, а РАЙВНО починає внутрішнє розслідування. Ната почала зустрічатися з Орестом, якому аж 32 роки. Вона пропонує Лолі теж зареєструватися на сайті знайомств. Тоха дізнався, що Лола пішла на побачення і підставила його. Хлопець вирішив розповісти Алексу, що сам зняв відео, однак ні слова не сказав про ідею Лоли. Ввечері Ніка застала маму з Алексом, дівчинка надалі вірить своєму батьку і навіть хоче переїхати до нього. | 52 хв      |
| 22              | 22               | 01 лютого 2018                              | Аби «влізти» у сукню для фотосесії, Ася має схуднути. Вона і так мало їсть, до того ж приймає пігулки. Лола і Ната прийшли до школи в однаковому одязі і вирішили зробити опитування, хто найгарніший. От тільки фото Асі вони виклали найгірше. Дівчину дуже образили погані коментарі, ще й мама постійно їй говорить, що товста. Ася краде ліки в медпункті, після чого їй стає ще гірше. Алекс подарував Катерині квіти, але усе ще не розповів правду своїй нареченій з Америки. А от Кирило може зробити так, аби школу взагалі закрили. Через надмірне нервування, у Ігоря Сергійовича стався серцевий напад. | 49 хв      |
| 23              | 23               | 5 лютого 2018                               | Бабусі Лоли потрібні ліки, але грошей не вистачає, тому дівчина вирішила запустити новий блог про стосунки, незважаючи на розставання в Пашею, але її акція отримала несподіваний поворот. Назара остаточно «дістав» батько, тому хлопець вирішив піти з дому, але йому не вистачає грошей навіть на хостел, тому він всіма правдами і неправдами намагається їх заробити. Алекс розуміє, що закохується в Катерину, тому майже пориває з нареченою. А тим часом, Ніка хоче, щоб її батьки возз'єдналися знову, а сама, тим часом, починає зустрічатися з Пашею. Від школи нарешті відчепилися журналісти, але Кирило намагається відновити стосунки з Катериною.                                                                                   | 49 хв      |
| 24              | 24               | 6 лютого 2018                               | Лола побачила Лєру в кафе з дівчиною і думає, що та нетрадиційної сексуальної орієнтації. Блогерка виклала відео, за що Лєра полізла до неї з кулаками. Паша намагається пояснити Антону, що Лола його просто використовує. Кирило пропонує Катерині переїхати до Києва. Тим часом Дарина вирішує посунути директора через його сина. Алексу нібито прийшов лист із задоволенням апеляції. Аби відзначити це, він йде з Катериною в бар. Чим же закінчиться їх вечір? | 47 хв      |
| 25              | 25               | 7 лютого 2018                               | Ната раптом занепокоїлася симптомами вагітності, особливо перед лекцією в школі про сексуальне виховання. А тим часом Лола також почувається зле, тому шкільна медсестра підозрює про вагітність дівчини. Катерина і Алекс провели ніч разом, тому чоловік налаштований на більш рішучі дії щодо колеги; при цьому Ніка знову зненавиділа матір. Назар, Антон і Паша рішуче зібралися заробити грошей у бійцівському клубі, але поліція завадила їм це зробити. Антон серйозно налаштований щодо Лоли. Ніка розповіла Паші про плани свого батька. А до Алекса приїхала неочікувана непрохана гостя. | 49 хв      |
| 26              | 26               | 8 лютого 2018                               | Ніка не хоче повертатися до мами, а Кирило навіть хоче нечесним шляхом позбавити Катерину батьківських прав. В Олі з’явився коханець на ім’я Станіслав, а Мері здогадується, що Алекс їй зраджував. Ігорю Сергійовичу стало погано, після чого його забрала швидка допомога. Дарина сподівається зайняти директорське крісло, але Ігор Сергійович назначає Катерину. Тоха намагається завоювати Лолу, а друзі пояснюють йому, що його просто використовують. | 46 хв      |
| 27              | 27               | 12 лютого 2018                              | Алекс поновив стосунки з Мері, а Петро – з Дариною. Тоха все ще не може забути про почуття до Лоли, тому Назар радить йому відволіктися і запросити Асю в кіно. Лола дізналась, що вагітна. Якраз у цей час на прийомі в лікаря була і Дарина Петрівна, вона просить зателефонувати їй, якщо дитину залишать у дитячому будинку. Ніка остаточно вирішила переїхати з батьком до Києва, але спочатку Кирилу треба відновити батьківські права. Він також вирішує познайомити доньку зі своєю коханкою. Стан Ігоря Сергійовича критичний, Мері хоче перевезти його в американську клініку, але директор може не пережити переліт. Він приховує усе від сина. Тим часом у школі Дарина Петрівна налаштовує вчителів проти нового директора – Катерини. | 43 хв      |
| 28              | 28               | 13 лютого 2018                              | Ігор Сергійович написав заяву про відставку, якщо РАЙВНО прийме її, Катерина залишиться директором. Кирило переконаний, що директорське крісло жінки – його заслуга. Тому вимагає від Катерини послугу – переконати Ніку помиритися з ним. Тоха зайшов до Лоли додому, коли дівчини не було і побачив тест на вагітність. У школі мають провести нормативи з бігу, Дарина заставила Лолу теж готуватися, хоча це може загрожувати її здоров’ю. У цій серії глядачі також дізнаються правду про маму Лоли. | 50 хв.     |
| 29              | 29               | 14 лютого 2018                              | Мері намагається вмовити Алекса терміново летіти в США. Аби пришвидшити весілля, вона навіть хоче перевести Ігоря Сергійовича на домашнє лікування, хоча знає, що від цього йому стане гірше. Замість Алекса викладачкою англійської буде мама Антона – Юлія Володимирівна. На день народження Назара батько дозволив йому влаштувати вечірку в їх будинку. Ната вирішила, що подарує Назару себе. А Лола збирається робити аборт. Щоб відмовити дівчину, Антон робить їй пропозицію. | 51 хв.     |
| 30              | 30               | 15 лютого 2018                              | Стан Ігоря Сергійовича погіршився, до того ж у нього виявили аневризму, яка може розірватися у будь-який момент. В Україні немає обладнання, аби видалити її і не нанести пошкоджень серцю. Тому лікар радить Ігорю Сергійовичу летіти на лікування у США. У Лоли стався викидень, але дівчина цьому тільки рада. Також вона погодилася зустрічатися з Тохою, але більше заради блогу. Ніці важко довіряти Паші, але вони долають труднощі у стосунках. Дарина пише заяву на звільнення, але насправді це все план Кирила, щоб посунити Катерину з посади. Чим же закінчиться перший сезон серіалу? | 49 хв.     |

### Другий сезон (серпень-жовтень 2018)[2]
| № серії взагалі | № серії в сезоні | Дата показу     | Опис | Тривалість |
| --------------- | ---------------- | --------------- | --- | ---------- |
| 31              | 1                | 27 серпня 2018  | Алекс та його батько повернулися, після лікування у США. Кирила Євгеновича намагається добути школі статусу ліцею в цьому йому допомагає новий директор Дарина Петрівна, бо Катерину звільнили з посади. Тим часом Ніці продовжують надходити погрозливі повідомлення від хлопця з її минулого. За літо Лола знайшла хлопця старшого за неї, але обманює його говорячи, що вона старшокурсниця. | 53 хв.     |
| 32              | 2                | 27 серпня 2018  | План Кирила Євгеновича вдався в найкращому вигляді - поїздка до Києва стала переломним моментів в житті багатьох людей. Після інциденту, підлаштований ним, Катерину можуть звільнити з посади директора і взагалі вигнати зі школи назавжди, а її дочка тепер знову не хоче бачитися з мамою. | 63 хв.     |
| 33              | 3                | 28 серпня 2018  | Мері вагітна, тому Катерина навіть бачити Алекса не хоче. Він ніяк не може знайти роботу, отож Мері вирішила запропонувати колишньому коханому роботу у її батька. А Даня вже вступив до тієї ж школи, де навчається Ніка. У перший же день у нього виникає суперечка з Назаром, який приревнував до Нати. | 50 хв.     |
| 34              | 4                | 28 серпня 2018  | Мама Нати вирішила відвести її до гінеколога, аби перевірити, чи не вагітна вона. Нату це дуже засмутило, але вона не хоче розривати стосунки із Назаром, тим паче, що ще не спала із ним. Через Пашу Даня вивідав новий номер Ніки і продовжує залякувати її SMS-повідомленнями. Скоро Паша дізнається правду про минуле своєї дівчини. | 51 хв.     |
| 35              | 5                | 29 серпня 2018  | Мама Оксани просить її передати подрузі з ринку сумку з трусами, але після уроків. Тому Оксана вирішила залишити сумку на вахті. Лола з подругами хоче висміяти однокласницю й побачити, що у сумці. Дарина збирається прибрати маму Антона з посади, а Катерина почала здогадуватися, що між Данею і її донькою непрості стосунки. | 53 хв.     |
| 36              | 6                | 29 серпня 2018  | Антон злиться на батька, адже побачив його разом із Дариною. Тоха пробує закрутити роман із Сонею, а Алекс знову не певний у своїх почуттях до Мері. Батьківські почуття змушують його розірвати стосунки з Катериною. Даня підробив реферат Ніки, підклавши папірець з заголовком «Чому я не хочу жити». Ігор Сергійович, побачивши таку назву, перехвилювався і знову потрапив до лікарні. | 50 хв.     |
| 37              | 7                | 30 серпня 2018  | Лола кидає Соні виклик, а та хто програє – повинна видалити свій блогерський аккаунт. Аби допомогти Софії, Тоха наражає їх обох на небезпеку задля «крутих» фото. Щоб привернути увагу, Лола фотографується напівоголеною. Алекс вирішує повернутися до школи заради батька. | 60 хв.     |
| 38              | 8                | 30 серпня 2018  | Через страх, що Даня усе розповість, Ніка вирішує розірвати стосунки з Пашою. А Дарина взяла на роботу нового вчителя, через що Ігор Сергійович вирішив узяти більше навантаження по уроках на день. Алекс переживає, що це негативно відобразиться на здоров’ї батька. Даня влаштовує у себе вдома вечірку. Ната не зможе піти і просить Назара не йти теж. | 49 хв.     |
| 39              | 9                | 3 вересня 2018  | Сестра Тохи – Ліза – зустрічається з розбишакою Єгором. Він запрошує її на вечірку стріт-рейсерів, наражаючи на небезпеку. Хтось написав на стіні школи непристойності про Дарину Петрівну. Директорка підозрює, що це зробила Лола і збирається вигнати її зі школи. Ніка вирішила захистити Лолу і сказала, що це вона зробила. | 49 хв.     |
| 40              | 10               | 4 вересня 2018  | Ната вирішила влаштувати дівочу вечірку. На ній вона побачила в телефоні Асі фото оголеного Назара. Дружбі дівчат на цьому настає кінець… Олександр Ігоревич повертається до школи, на першому ж уроці у нього виникає суперечка з Данею. А сам Даня думає, що Катерина клеїться до його батька. Даня погрожує Ніці, що якщо її мама не перестане лізти до його батька, він викладе в Інтернет оголені фото дівчини. | 49 хв.     |
| 41              | 11               | 5 вересня 2018  | Ната не може пробачити Назара й Асю за зраду. Лола вирішила на цій історії заробити лайків для блогу, от і розповіла все на відео. Також усі дізналися, що у Борі є дівчина і висміяли його. Через знущання між Борею і Антоном навіть виникла бійка. А Максим запросив Катерину на ділову вечерю. За збігом обставин, на ній були і Олександр з Мері. Тим часом Єгор запросив Лізу до себе додому, а вона знайшла там пістолет | 43 хв.     |
| 42              | 12               | 6 вересня 2018  | Даня вирішив продавати у школі вейпи, аби підзаробити. Один із учнів почав їх перепродавати. Як раптом одна із електронних сигарет вибухнула, хлопець обпік руку. З Дані вимагають повернути гроші. Між школярами виникає серйозна бійка. А вчитель фізкультури впав з канату і зламав ногу. Він звинувачує у цьому Дарину Петрівну, яка не виділила кошти на новий інвентар. Лола ревнує Максима до Катерини, але сама погоджується на побачення з Данею. А Єгор тим часом викрадає Лізу. | 50 хв      |
| 43              | 13               | 10 вересня 2018 | Поки вчитель фізкультури у лікарні, до школи викладати прийшла його молодша сестра. Усі хлопці класу в неї закохалися. Тато Ніки помітив, що хтось взяв гроші, але Ніка у цьому не зізнається. Андрій тим часом вирішив підзаробити кур`єром, а Лолі запропонували роботу моделлю. Даня дізнався, що саме Ніка поцупила фото з його телефону і став їй погрожувати. | 49 хв      |
| 44              | 14               | 11 вересня 2018 | Соня випадково дізналася, що вона усиновлена дитина. Ця звістка її настільки розчарувала, що вона захотіла знайти біологічних батьків, які її кинули. Ася знайшла пігулки, які мав продати Андрій. Виявилося, що це ейфорійні наркотики. Ася вирішила їх спробувати і отримала передозування! | 50 хв      |
| 45              | 15               | 12 вересня 2018 | Ася сказала мамі, що це Оксана підсипала їй наркотики. Мама дівчини йде розбиратися до школи, звинувачуючи сім’ю Оксани. Вадик побився у класі, і тепер Дарина хоче дзвонити до соціальної служби, щоб Лолу і дітей забрали. Ніка хоче помиритися з Пашею, але не може підібрати потрібних слів. Алекс же не може пробачити Мері те, що вона його обманула. Тим часом їй стає погано, її забирає швидка. | 51 хв      |
| 46              | 16               | 13 вересня 2018 | Через борги у квартирі Лоли мають відключити газ. Лола, аби оплатити комунальні, влаштовується моделлю. Щоб отримати гроші одразу ж, їй пропонують фотосесію ню. Ніхто не вірить Оксані щодо історії з наркотиками. Коли вона йде до Асі в лікарню, її збиває автомобіль. Ася, усвідомивши свою провину, вирішує у всьому зізнатися. Тим часом Даня дізнався про роман батька із Катериною. | 50 хв      |
| 47              | 17               | 17 вересня 2018 | Асю у школі назвали брехухою, але Ната за неї вступилася та запросила сісти з нею. Даня розрізав фото Ніки на кілька частин і підклав один з фрагментів у клас, а потім удав, що знайшов його. На звороті написано: «Хочеш побачити голу старшокласницю, пройди квест і збери всі частини фото». Хлопці вступають у гру. Ніка розуміє, що це війна. Наступна частина фото має бути в кабінеті економіки. Катерина Анатолівна бачить, як Даня штовхнув Ніку. Та хлопець каже, що вона сама до нього чіпляється. Після півдні біганини Лола знаходить частину фото, на якій видно обличчя Ніки. Але останній, найпікантніший фрагмент встигає першим відшукати Паша. Ніка тим часом вже на вокзалі – вона хоче поїхати з міста. | 49 хв      |
| 48              | 18               | 18 вересня 2018 | Назар, аби наростити м’язи, став вживати пігулки і переборщив із дозою. Тим часом, школа повинна виграти у спортивних змаганнях з новими, підвищеними нормативами. Викладачка фізкультури вирішує дати школярам допінг! Ніка не може змиритися із соромом у школі. Паша намагається її заспокоїти, говорячи, що фото – це фотошоп. Але Даня вирішив продовжити гру і опублікувати інші оголені фото Ніки | 48 хв      |
| 49              | 19               | 19 вересня 2018 | Паша здогадався, що це Даня опублікував оголені фото Ніки і поліз до нього з бійкою. Ніка вирішила у всьому зізнатися мамі. Кирило підслухав їх розмову і вирішив власноруч «розправитися» з Данилом. А Олександр Ігоревич попередив Лолу, що знайде, з чийого аккаунта завантажили фото. Дивись новий сезон телесеріалу | 50 хв      |
| 50              | 20               | 20 вересня 2018 | Максим відводить сина до психолога, жінка радить не забирати Даню зі школи, аби він пройшов увесь шлях і усвідомив свої помилки. Ніка перевірилася в гінеколога і виявилося, що вона незаймана. Антон повернувся до міста і зміг помиритися з Дариною. Вони вирішили поновити стосунки. Алекс тим часом одружується з Мері. | 51 хв      |
| 51              | 21               | 24 вересня 2018 | Ніка вирішила залишитися у школі, однокласники підтримали її. А от проти Дані бунт влаштував навіть новий для нього клас. Ната вирішила стати співачкою і тому пішла на конкурс талантів. Туди ж подався і Ваня з іншого класу. Батьки Антона поїхали на відпочинок, Назар радить товаришу не втрачати такий шанс і запросити Соню додому. У Катерини тим часом починаються великі проблеми через старий кредит | 49 хв      |
| 52              | 22               | 25 вересня 2018 | Колектори вирішили зателефонувати до школи, отож тепер навіть Дарина знає про борг Катерини. Катерина намагається подати заяву в поліцію, але ніхто і слухати її не хоче. Тим часом викладачка фізики потрапила до лікарні зі струсом мозку. Паша здогадався, що це – результат побоїв її чоловіка. Через погрози Неллі, Ната не прийшла на репетицію. Ваня так просто це не залишив, отож запропонував їй виступити дуетом. А Гера, розчарувавшись у оцінці з фізики, вкрав класний журнал, аби виправити бал. Однак усе пішло не за планом | 49 хв      |
| 53              | 23               | 26 вересня 2018 | Жан пішов на секонд-хенд, і там його побили. У школі хлопчик збрехав, як насправді це сталося. Оскільки Ігор Сергійович на лікарняному, заміняти його прийшов Антон Володимирович. Для нього це шанс бути ближче до Дарини, але директорка його ігнорує. Ваня ж почав залицятися до Нати і навіть подарував їй квіти. Але Ната все ще боїться виступати разом із гуртом. Тим часом чоловік викладачки фізики прийшов до школи і погрожував Паші | 50 хв.     |
| 54              | 24               | 27 вересня 2018 | Лєра захотіла зробити крутий подарунок на день народження хлопцю, який їй подобався. У його вішлисті вона знайшла пункт «фото внутрішнього світу, зроблене на електронному мікроскопі». Дівчина вирішила зробити це фото, взяла волосину хлопця та мікроскоп з кабінету біології. Ната не хоче ставати між Ванею та його гуртом. Вона прикидається, що зірвала голос і не може співати. Назар хоче переспати з Асею, щоб не довелося бігти сім кіл довкола школи. Дівчина не розуміє, чому він на неї тисне, вимагає залицянь та романтики. До школи навідується комісія, Дарина Петрівна хоче вразити її устаткуванням кабінету біології. Але Лєра випадково розбиває мікроскоп. Ната має подарувати квіти комісії, та Неля вирішує зіпсувати букети. Лола зла на Даню, бо він збрехав їй вчора і тусить з колишньою. Хлопець хоче виправитися. | 49 хв.     |
| 55              | 25               | 1 жовтня 2018   | Ваня і Ната почали зустрічатися. Тим часом у Єгора проблеми – його авто можуть евакуювати. Тоді всі дізнаються про його злочин. Один зі школярів на ім’я Слава розпилив у школі небезпечний аерозоль. Через це діти отруїлися! А братик Лоли і Катерина навіть потрапили до лікарні. | 51 хв.     |
| 56              | 26               | 2 жовтня 2018   | Єгор влаштував «вечірку на прощання з авто», отож разом із Данею вирушив «поганяти». Разом з ними поїхали Лола, Ася і Назар. Зрештою, товариші потрапили в аварію! Ніка вирішила у всьому зізнатися Паші й розповіла про своє минуле. А дружина Петра здогадалася про його стосунки з Дариною. Тим часом, Ната боїться осуду, адже зустрічається з молодшим за неї. Неллі вирішила не втрачати свій шанс. | 51 хв.     |
| 57              | 27               | 3 жовтня 2018   | Таня хоче звабити викладача української, аби отримати гарну оцінку. Вона навіть ладна обманути директорку, сказавши, що Антон Володимирович домагався неповнолітньої. Дружина Петра, дізнавшись про зраду, наважилася вигнати його із дому. Не довго думаючи, Петро їде до Дарини. А Даня не хоче зізнаватися, що авто належить Єгору, але ця брехня може нашкодити не лише йому, але й Лолі. | 51 хв.     |
| 58              | 28               | 4 жовтня 2018   | Соціальна служба забрала братиків і сестричку Лоли. А її бабуся, перехвилювавшись, потрапила до лікарні з серцевим нападом. На Даню напали із погрозами, аби він повернув гроші за розбите авто. Хлопець вирішив зізнатися у всьому поліції. Дарина тим часом дізнається, що вагітна. Юлія Володимирівна через зраду чоловіка йде зі школи. До того ж, їй стає погано, нерви доводять жінку до інсульту! | 51 хв      |
| 59              | 29               | 8 жовтня 2018   | Лола не знає, як повернути сестру і братиків з дитбудинку. Тим часом, Юлія Володимирівна знаходиться у лікарні у важкому стані. Викладачка фізики Олена Сергіївна сфотографувалася для реклами купальника. Така фотосесія викликала резонанс серед школи. Ніка навіть запідозрила, що між Пашою та Оленою щось було. | 50 хв.     |
| 60              | 30               | 9 жовтня 2018   | Лола вирішила подати на Максима заяву в поліцію, начебто за те, що він її розбещував. Заява спочатку потравляє до рук Катерини, звістка її шокує. Назар тим часом заграє із Танею з 10-го класу. А Тоха дізнався, що Дарина вагітна від його батька. Він вкрав у Петра пістолет і збирається помститися за маму. | 49 хв      |
| 61              | 31               | 10 жовтня 2018  | Образившись на батька і Лолу, Даня тікає з дому. Лола ж продовжує свій шантаж, хоча вже навіть Катерина знає, що дівчина бреше. Тим часом план Назара спрацював, і Ася почала ревнувати його до Тані. Ася навіть ладна з ним переспати. Антон зізнався батьку, що викинув зброю у річку. На пошуки вирушає група водолазів. А Едуард Пилипович спланував, як підставити Дарину, бо сам хоче стати директором. | 49 хв      |
| 62              | 32               | 11 жовтня 2018  | Мері померла при пологах, Алекс летить в США, щоб поховати наречену. Максим тим часом вирішив звернутися в поліцію, щоб залучити їх до пошуків сина. Але Даню знаходить Ніка, хлопець усвідомлює, що у нього ще є до неї почуття... А Дарина веде 11-класників в кіно, несподівано там відбувається пожежа! Чи вдасться всім врятуватися? | 51 хв      |

### Третій сезон (березень 2019)
| № серії взагалі | № серії у сезоні | Дата показу                                           | Опис | Тривалість    |
| --------------- | ---------------- | ----------------------------------------------------- | --- | ------------- |
| 63-64           | 1-2              | 1 березня 2019 (ранній доступ) 4 березня 2019 (1+1)   | У кінотеатрі починається пожежа. Директорка повертається і відчиняє двері залу, виводить постраждалих. Останнім витягають Тоху, на нього впала балка. Всіх везуть на обстеження до лікарні. Ніка тим часом приїжджає до Дані і вмовляє його повернутися додому. Паша застає їх за поцілунком. Дарина Петрівна потрапляє до лікарні з отруєнням газом. Лікарі не знають, чи вдасться зберегти вагітність. Тоха перебуває у критичному стані в реанімації, його мати звинувачує у всьому директора школи. Після смерті бабусі до Лоли переїжджають родичі, яким вона зовсім не рада. Даня працює ночами і зовсім закинув навчання, батько змушує його прийти на заняття. Алекс повертається в Україну і зустрічається з Катею. | 1 год. 36 хв. |
| 65              | 3                | 1 березня 2019 (ранній доступ) 5 березня 2019 (1+1)   | Ася дізнається, що Назар почав зустрічатися з Танею після їх розлучення, і влаштовує хлопцю справжнє шоу в школі. Дівчина вигадує підступний план помсти та викидає сукню Тані в сміття. Між дівчатами розпочинається ворожнеча, яка перетікає в бійку. Справа мало не доходить до виключення зі школи. Лола вирішує помститися Єві через те, що та переїхала в її кімнату, і дає сестрі свою відверту сорочку, аби піти в школу. Батько Мері звинувачує Алекса в смерті доньки та погрожує чоловіку позбавленням батьківських прав. Тим часом Єва у свій перший день у школі намагається справити гарне враження на однокласників і тому забріхується. Вероніка нарешті наважується провести першу ніч з Данею.             | 53 хв.        |
| 66              | 4                | 1 березня 2019 (ранній доступ) 5 березня 2019 (1+1)   | Ніка ображається на Лолу і звинувачує подругу в тому, що через неї не вдалася перша романтична ніч з Данею. Тоші прописують дорогі ліки для відновлення здоров’я. Його мати в розпачі через нестачу коштів на них. Жінка звертається за допомогою до Катерини Андріївни. Випадково Лола підслуховує їхню розмову та вирішує зібрати кошти шляхом продажу квитка на концерт в інстаграмі. У школі починаються справжні розбірки через пост дівчини. Лола наперекір усім знаходить свого покупця та потрапляє в пастку. Паша намагається врятувати дівчину, але його б’ють до втрати свідомості. Алекс має намір освідчитися Каті, але його збиває машина. Тоха вирішує накласти на себе руки.                                 | 50 хв.        |
| 67              | 5                | 1 березня 2019 (ранній доступ) 6 березня 2019 (1+1)   | Результат тесту показує, що Ася завагітніла. Дівчина в розпачі та не знає, що робити далі. Максим погоджується прийняти Алекса у свою клініку на реабілітацію після аварії. Після того, як лікарі врятували Тоху, хлопець приходить до тями та шкодує про свій вчинок. Катерина Андріївна сприяє, аби Тоху перевели в кращу лікарню, якою завідує Макс. Наперекір усім Лола не віддає гроші за концерт і передає їх на знак подяки Антону. Юля дізнається, що чоловік їй бреше. Жінка вигадує план помсти та вирішує зробити все, аби Дарину Петрівну притягнули до відповідальності за пожежу в кінотеатрі. | 46 хв.        |
| 68              | 6                | 1 березня 2019 (ранній доступ) 6 березня 2019 (1+1)   | Макс розкриває Алексу план, як можна відсудити сина в Євгена. Він пропонує чоловіку допомогу, натомість просить дати Катерині спокій. Юля погрожує Дарині Петрівні посадити її за ґрати. Катя вагається, чи варто їй приймати пропозицію Макса вийти за нього заміж. Тим часом «спонсор Лоли» не вгамовується, переслідує дівчину та згодом викрадає її в якості розплати за не віддані гроші. Даня з товаришем мчать на допомогу до подруги та рятують дівчину. | 43 хв.        |
| 69              | 7                | 1 березня 2019 (ранній доступ) 7 березня 2019 (1+1)   | До поліцейського відділу надходить відео з камер спостережень, де видно машину, яка збиває Алекса. Даню звільняють з роботи та вимагають повернути кошти, які він взяв для порятунку Лоли. Ігор віддає Дані машину, на якій збив Алекса, аби той розрахувався нею з начальством. Єва підслуховує розмову дівчат про те, що Ася вагітна, та розбовтує все Тані. У відповідь Таня влаштовує сценку суперниці. Єва вигадує підступний план відбити Пашу в Лоли, аби помститися сестрі. Ася йде до гінеколога, дізнається, що все ж таки вагітна, і бажає якнайшвидше зробити аборт. Алекс знаходить машину, на якій його збили.                                                                                                 | 47 хв         |
| 70              | 8                | 1 березня 2019 (ранній доступ) 7 березня 2019 (1+1)   | Катя знаходить в доньки листівки про ранню вагітність та підозрює, що її донька щось приховує. Алекс повідомляє Катерині, що Даня викрав з бару гроші для Ніки. Поліцейський розказує Максу, що його син вляпався в борги та на нього можуть відкрити кримінальне провадження. Алекс шантажує Макса та погоджується забрати заяву з поліції за умови, якщо той забуде про Катю. Ася розказує мамі, що вагітна. Мати, на здивування, ставиться з розумінням до доньки та вмовляє її не робити аборт. Єва на вечірці застукала Лолу за поцілунком з Данею | 46 хв         |
| 71              | 9                | 8 березня 2019 (ранній доступ) 11 березня 2019 (1+1)  | Лола та Єва разом пройшли до фіналу конкурсу від модельного агентства. Сестри знову стають супротивницями, але відбір проходить Лола. Єва одразу ж вигадує план помсти. Юля повідомляє дітям, що їхній батько пішов з дому до коханки, Ліза звинувачує маму у всьому. Алекса запрошують повернутися на посаду викладача англійської мови. Чоловік радий допомогти, адже йому потрібна позитивна характеристика від школи для американського консульства. Алекс освідчується Катерині, жінка на радощах одразу погоджується. | 50 хв.        |
| 72              | 10               | 8 березня 2019 (ранній доступ) 11 березня 2019 (1+1)  | Мама Асі повідомляє батькам Назара, що її донька вагітна від хлопця. Батьки сталять ультиматум синові одружитися з вагітною від нього дівчиною. Ліза потрапляє в інтернет-махінацію та просить в батька допомоги. Петро врятовує доньку та знаходить шантажиста. Ним виявляється злочинець, якого довго розшукувала поліція. План Єви спрацьовує: дівчину замість Лоли запрошують на підписання контракту з модельним агентством. Макс дізнається, що Катерина виходить заміж за Алекса. | 54 хв.        |
| 73              | 11               | 11 березня 2019 (ранній доступ) 12 березня 2019 (1+1) | Лола, дізнавшись, що Єва завадила її модельній кар’єрі, повідомляє всім, що її сестра не з Києва. В якості помсти Єва розповсюджує фото, де Лола цілується з Данею, по всій школі. Між дівчатами розпалюється ворожнеча. Лола підставляє сестру, через що модельне агентство розриває контракт з Євою. Дарина намагається розслідувати, хто вкрав журнал позакласної роботи. Катерина дізнається, що Алексу потрібен був фіктивний шлюб, і йде від нього. | 54 хв.        |
| 74              | 12               | 11 березня 2019 (ранній доступ) 12 березня 2019 (1+1) | Дарина домовляється з відомим лікарем, який був колись її учнем, аби той зайнявся лікуванням Тоші. У школі останній дзвоник. Катерина Анатоліївна приймає пропозицію Дарини Петрівни зайняти посаду директорки на час декрету. Єва зламує акаунт Лоли. Таня намагається підставити Назара: повідомляє поліції з телефона хлопця, що школу заміновано. Та переплутавши мобільні, помилково підставляє Пашу. Єва рятує хлопця та розказує поліції всю правду – у знак подяки Паша запрошує дівчину на каву. | 44 хв.        |
| 75              | 13               | 12 березня 2019 (ранній доступ) 13 березня (1+1)      | Школярі готуються до ЗНО з географії. Вітчим Єви, аби розрахуватися з боргами, купує свідоцтво про смерть Лоли та продає квартиру. Катерина виходить заміж за Алекса, аби врятувати його дитину. Ната проти волі мами збирається вступати в музичне училище, аби бути в майбутньому з Ванею. Раптом дівчина дізнається, що хлопець почав зустрічатися з іншою. Лола вигадує план, як скласти ЗНО, і пропонує однокласниці стати її «двійником». Назара застукали за списуванням, але Ася бере вину на себе, тому дівчину виганяють з тесту. Алексу відмовляють у візі до США. | 43 хв.        |
| 76              | 14               | 12 березня 2019 (ранній доступ) 13 березня (1+1)      | Мама Нати збирається везти гроші до ресторану, де відбудеться випускний, але зіштовхується з іншим автомобілем. Жінка віддає всю суму дітям, аби ті сплатили за оренду. Дівчата поспіхом залишають гроші в таксі. Випускний під загрозою. Назар врятовує ситуацію та знаходить гроші. До квартири Лоли вдираються «нові господарі». Мама Єви не може повірити, що чоловік їх підставив і втік. Лола з родичами залишаються без квартири. Даня пропонує дівчині пожити в нього, їхній роман поновлюється. | 52 хв.        |
| 77              | 15               | 13 березня 2019 (ранній доступ) 14 березня 2019 (1+1) | Катерина просить Алекса якнайшвидше звільнитися зі школи та розлучитися. Даня розраховується батьковим автомобілем з колишнім товаришем. Єгора ловлять на гарячому та ув’язнюють. Тоша став на ноги та повернувся додому. Хлопець злий на маму, бо вона прийняла допомогу від Дарини Петрівни, яка зруйнувала їхню сім’ю. Назар добре склав ЗНО завдяки Асі. Юля в останній момент віддає Дарині журнал на знак подяки за відновлення здоров’я сина. Максим дарує Лолі квиток до Іспанії, аби вона повернулася до родичів і була подалі від Дані. | 52 хв.        |
| 78              | 16               | 13 березня 2019 (ранній доступ) 14 березня 2019 (1+1) | Ніка знаходить сережку Лоли в ліжку Дані та розуміє, що між ними щось є. Дівчина пробачає хлопця, але вимагає від подруги не втручатися в їхнє особисте життя. Євген прилітає до Києва та віддає онука Алексу. Школярі готуються до випускного. Тоша запрошує батька на випускний за умови, що той буде без Дарини Петрівни. Знайомий Єгора домовляється, аби товариша випустили із СІЗО під заставу. Хлопець купує пістолет, щоб помститися Дані. Назар йде на випускний разом з Асею. Дарина Петрівна призначає директором Катерину Анатоліївну замість себе. | 59 хв.        |